# Мон-Сен-Мартен (Эна)
Мон-Сен-Марте́н (фр. Mont-Saint-Martin) — коммуна во Франции, находится в регионе Пикардия. Департамент коммуны — Эна. Входит в состав кантона Фер-ан-Тарденуа. Округ коммуны — Суасон.
Код INSEE коммуны — 02523.

## Население
Население коммуны на 2010 год составляло 85 человек.
| 1962 | 1968 | 1975 | 1982 | 1990 | 1999 | 2010 |
| ---- | ---- | ---- | ---- | ---- | ---- | ---- |
| 84   | 71   | 56   | 56   | 37   | 40   | 85   |

## Экономика
В 2010 году среди 50 человек трудоспособного возраста (15—64 лет) 37 были экономически активными, 13 — неактивными (показатель активности — 74,0 %, в 1999 году было 70,8 %). Из 37 активных жителей работали 36 человек (19 мужчин и 17 женщин), безработным был 1 мужчина. Среди 13 неактивных 4 человека были учениками или студентами, 7 — пенсионерами, 2 были неактивными по другим причинам.